# Сталинград (игра)
Сталинград — компьютерная игра в жанре стратегий в реальном времени, которая повествует об одном из самых великих сражений Второй мировой войны — Сталинградской битве. Разработана компанией DTF Games (игростроительное подразделение DTF) на модифицированном движке игры «Блицкриг» от Nival Interactive. На территории России, СНГ и стран Балтии игра издана фирмой 1С 3 декабря 2004 года.

## Отзывы
| Сводный рейтинг       | Сводный рейтинг |
| Агрегатор             | Оценка          |
| --------------------- | --------------- |
| «Критиканство»        | 82/100          |
| Русскоязычные издания |                 |
| Издание               | Оценка          |
| Absolute Games        | 84 %            |
| Game.EXE              | 4,00/5          |
| «PC Игры»             | 7,5/10          |
| «Игромания»           | 8,0/10          |
| «Страна игр»          | 8,5/10          |